# Лінія (Львівський район)
Лі́нія (Генриківка, Heinrichsdorf, Henrykówka) — село в Україні, у Львівському районі Львівської області. Населення становить 36 осіб. Орган місцевого самоврядування - Бібрська міська рада.